# Républicain et social
 (juillet 2024).
Si vous disposez d'ouvrages ou d'articles de référence ou si vous connaissez des sites web de qualité traitant du thème abordé ici, merci de compléter l'article en donnant les références utiles à sa vérifiabilité et en les liant à la section « Notes et références ».

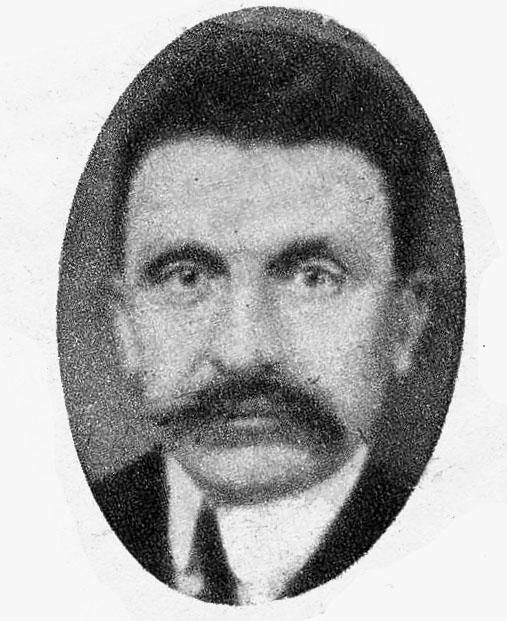
Georges Pernot, leader du groupe républicain et social.

Le groupe parlementaire républicain et social a été fondé par le député de droite Georges Pernot à la suite des législatives de 1932 qui voient la victoire du second cartel des gauches. Il s'agit d'une scission du groupe de l'union républicaine et démocratique de Louis Marin, affilié à la Fédération républicaine, provoquée en raison de la dérive droitière de cette dernière.
La création de ce groupe, conjuguée à la défaite électorale de la droite en 1932, fait fortement chuter les effectifs de la Fédération républicaine, qui passe d'une centaine de députés à environ quarante, tandis que le groupe républicain et social rassemble dix-huit députés catholiques, dont René Dupray de La Mahérie, le duc d'Audiffret-Pasquier, Camille Cautru, Robert Sérot, François de Polignac, Antoine Sallès, Henri Rillart de Verneuil, Jean Plichon ou Edmond Bloud…
Une grande partie de ces députés rejoignent après les législatives de 1936 le groupe des républicains indépendants et d'action sociale.